# Francesc Perales
Francesc Perales Mascaró (Barcelona, 2 de enero de 1905–3 de octubre de 1957) fue un arquitecto racionalista español, miembro del GATCPAC.

## Biografía
Estudió en la Escuela Técnica Superior de Arquitectura de Barcelona, donde se tituló en 1931. En 1929 elaboró con Pere Armengou un proyecto de club deportivo para la exposición Arquitectura Nueva en las Galerías Dalmau de Barcelona.
Fue uno de los miembros fundadores en 1930 del GATCPAC (Grupo de Arquitectos y Técnicos Catalanes para el Progreso de la Arquitectura Contemporánea). Este grupo abordó la arquitectura con voluntad renovadora y liberadora del clasicismo novecentista, así como la de introducir en España las nuevas corrientes internacionales derivadas del racionalismo practicado en Europa por arquitectos como Le Corbusier, Ludwig Mies van der Rohe, Walter Gropius y J.J.P. Oud. El GATCPAC defendía la realización de cálculos científicos en la construcción, así como la utilización de nuevos materiales, como las placas de fibrocemento o la uralita, además de materiales más ligeros como el vidrio.
Perales se incorporó al GATCPAC como socio director y, dentro del organigrama, fue delegado de industriales, junto a Sixte Illescas. En 1931, los socios directores del GATCPAC organizaron un gabinete técnico para el estudio de diversos campos de actuación arquitectónica y urbanística, que fueron divididos entre sus miembros a través de comisiones: a Perales, junto a Josep Lluís Sert y Josep Torres Clavé, le fue encomendado Escuelas.
En 1933 diseñó con Ricard Ribas Seva un prototipo de parada de floristas para Las Ramblas, actualmente desaparecido. En 1934 realizó con Josep González Esplugas una reforma del aula de Química General de la Universidad Autónoma de Barcelona y, también con González Esplugas, un instituto de segunda enseñanza para Badalona en 1935, no realizado. También realizó con González Esplugas los jardines del edificio histórico de la Universidad de Barcelona (1934, plaza de la Universidad), junto al jardinero Artur Rigol. En 1936 hizo un proyecto de instituto de segunda enseñanza para Lérida, con Germán Rodríguez Arias y Josep Torres Clavé.
En 1942 fue inhabilitado para el ejercicio de su profesión, en el seno de una depuración de arquitectos vinculados a la República por las nuevas autoridades franquistas.